# COMMD1
COMMD1 (copper metabolism gene MURR1 domain containing protein 1), též MURR1, je COMMD protein, který ovlivňuje NF-κB signalizaci svou vazbou na chromatin v jádře, hraje však také roli v regulaci metabolismu mědi (mutace COMMD1 způsobuje měďovou toxikózu psů). Zřejmě interaguje s cullin-RING ubikvitin ligázovým komplexem ECS (Elongins B/C, Cullin 2/5, SOCS). Starokadomskyy et al. spekulují, že COMMD1 ve vazbě s proteinem CCDC22 stimuluje cullin-RING ubiquitin ligázy tím, že blokuje jejich inhibitor CAND1. V důsledku dochází zřejmě k aktivaci NF-κB.
Vyjma CCDC22 také asociuje a CCDC93 a spoluvytváří s nimi tzv. „CCC komplex“. Ten je schopen se vázat na WASH komplex na časných endozomech a regulovat transport ATP7A transportéru mědi.